# Arnold Smits
Arnold Smits (1967-), is een Haarlemse gitarist.
Hij startte zijn carrière als punkrockgitarist in bands als de TV Babies en Honger.
Daarnaast was hij veelgevraagd bij allerlei projecten. Hij speelde een tijdje bij Maarten Veldhuis' Blue Man Can. Hij dankt vooral zijn bekendheid aan De Raggende Manne, van 1993 tot de split in 1999. Tegelijkertijd speelde hij in Ro & Paradise Funk, het opvolgproject na Gotcha! van Ro Krom. En later in de Amsterdamse rockband Bartales.
Na enige dance-uitstapjes maakte Smits ook onderdeel uit van de heropgerichte band Gotcha! en speelde nog met overgebleven Raggende Manne in de Invisible Girls.
Vanaf 2001 is Smits echter nog het meest onderweg met de Haarlemse jumpjazzband JZZZZZP. Verder is hij maandelijks te zien als gitarist van de Hardrock Karaoke in Amsterdam, samen met David Hollestelle (ex-Brood) en drummer Cyril Directie (ex-Kane). En sinds 2006 regelmatig als gast-gitarist bij zangeres Beatrice van der Poel. Vanaf september 2009 staat Smits met Gotcha! Allstars op de planken in het kader van hun Re-Onion tour. In april 2013 besluiten de Raggende Manne een eenmalig reunioptreden in de Melkweg te doen. Ditmaal met Thijs de Melker en Smits op gitaren. Dit bevalt de band prima en de Raggende Manne gaan de studio in en doen weer af en toe optredens. 'Het is niet wat je denkt het is veel erger' is de vinylschijf die in 2014 uitgebracht wordt. Na de reunietour van Gotcha! besluit ook deze band verder te gaan en een nieuwe plaat op te nemen. 'Back to the Moon' wordt in 2015 uitgebracht en er volgt een korte tour. Ondertussen is de Hardrock Karaoke ook uitgegroeid tot een landelijk fenomeen met optredens op onder andere Paaspop en is men 4 jaar lang de huisband van de roemruchte Titty Twister op Lowlands. Tussendoor werkt Smits mee aan diverse studio en live projecten.